# Щит Геракла
«Щит Геракла» (греч. Ἀσπὶς Ἡρακλέους, Aspis Hērakleous) — древнегреческая эпическая поэма, приписываемая Гесиоду.
Поэма начинается с фрагмента «Каталога женщин», посвящённого рождению Геракла. Затем описывается подготовка Геракла к бою с Кикном и приводится обширное описание щита главного героя, занимающее почти сорок процентов всего текста (антиковеды констатируют, что здесь автор подражает «Илиаде» Гомера, где описывается щит Ахилла). В финальной части поэмы Геракл убивает Кикна и побеждает его отца Ареса благодаря помощи Афины Паллады.
«Щит Геракла» сохранился в составе ряда средневековых рукописей, куда он традиционно помещался рядом с поэмами «Труды и дни» и «Теогония», бесспорно написанными Гесиодом. Тем не менее авторство последнего подвергалось сомнению, начиная уже с IV века до н. э. В современной науке принято считать, что поэма написана в начале VI века до н. э., а её автором был какой-то фессалийский рапсод, предназначавший своё детище для исполнения в Пагасейском святилище Аполлона. По словам антиковеда Виктора Ярхо, это памятник «эпигонской стадии героического эпоса».

## Издание на русском языке
- Щит Геракла. Перевод О. П. Цыбенко // Эллинские поэты. — М.: Ладомир, 1999. — С. 70—80.
- Щит Геракла. Перевод О. П. Цыбенко // Гесиод. Полное собрание текстов. — М.: Лабиринт, 2001. — С. 77—90.